# Chikkulligeri, Parasgad
Chikkulligeri là một làng thuộc tehsil Parasgad, huyện Belgaum, bang Karnataka, Ấn Độ.